# Exochus monticola
Exochus monticola là một loài tò vò trong họ Ichneumonidae.